# Варин Солунски
Варин (на нидерландски: Warin, на латински: Guarinus) е римокатолически духовник, солунски архиепископ (1210 – 1239).

## Биография
Роден е във Фландрия. Взима участие в Четвъртия кръстоносен поход и става архиепископ на Вризис (Бризис, Вериса) в Тракия, днес Бунархисар. В началото на 1209 година Пиетро ди Лучедио отказва избора за солунски архиепископ, а новият избор е усложнен от смъртта на солунския крал Бонифаций Монфератски. Неговата вдовица Маргарита Унгарска и регентът Умберто II ди Биандрате решавата да спечелят благоволението на император Анри Фландърски, като номинират за архиепископ един от най-верните му сътрудници - Варин Бризки. Когато Варин пристига в Солун да поеме катедрата обаче Варин среща съпротива и е принуден да потърси убежище със свитата си в една кула. След това среща местна опозиция, която забавя интронизирането му като архиепископ до 1212 година. В този период папа Инокентий III се опитва да парира влиянието на константинополския патриарх Томазо Морозини. Папата вижда това като работа на местните епископи, които той тетира като подчинени на него, а не на константинополския патриарх. Това се променя след като Анри пристига в Солун през декември 1208 година.
Умира вероятно в 1239 година.